# 필리핀관박쥐
필리핀관박쥐(Rhinolophus philippinensis)는 관박쥐과에 속하는 박쥐의 일종이다. 오스트레일리아와 인도네시아, 말레이시아, 파푸아뉴기니, 필리핀에서 발견된다. 큰귀관박쥐 또는 워터하우스잎코박쥐로도 불린다.

## 특징
보통 크기의 박쥐로 몸통 길이는 54~60mm이고 전완장은 51~59mm, 꼬리 길이는 29~33mm이다. 발 길이는 10~12mm, 귀 길이는 28~36mm이고 몸무게는 최대 15g이다. 등 쪽 털은 흐릿한 갈색부터 밤색 또는 갈색빛 회색까지 다양하지만 배 쪽은 연한 갈색빛을 띤다. 귀는 갈색이고 뾰족하다.

## 생태
동굴과 광산 속, 덥고 습한 굴 속에 작은 무리를 지어 은신한다. 동부관박쥐와 함께 생활하기도 한다. 해가 지기 전에 포식 활동을 시작하고, 처음에는 덤불 속에서 활동하지만 늦은 밤이 되면 점차 앞이 트인 공간에서 먹이를 잡는다. 느리게 날고 기동을 아주 잘하며, 우연히 떨어져도 공중에 매달린 채로 있을 수 있으며 물 위를 날아 갈 수도 있다. 먹이는 곤충, 특히 숲 속과 땅 위, 물에서 잡은 나방이다.

## 분포 및 서식지
보르네오섬과 필리핀 지역부터 뉴기니섬과 오스트레일리아 북동부 지역까지 동남아시아에 널리 분포한다. 해발 1,500m 이하의 일차림과 이차림에서 서식한다.

## 아종
6종의 아종이 알려져 있다.
- R. p. philippinensis - 보홀섬과 루손섬, 민다나오섬, 네그로스섬, 시키호르
- R. p. achilles (Thomas, 1900) - 카이제도와 케이프요크반도, 오스트레일리아 북동부 지역
- R. p. alleni (Lawrence, 1939) - 민도로섬
- R. p. maros (Tate & Archbold, 1939) - 술라웨시섬 남부
- R. p. robertsi (Tate, 1952) - 뉴기니섬 북서부와 중동부, 오스트레일리아 북동부의 케이프요크반도
- R. p. sanborni (Chasen, 1940) - 보르네오섬 북부

오스트레일리아에서는 두 종의 다른 아종이 공존하는 데, 한 종은 더 크고 한 종은 작다. 이 변칙성은 이 종들의 계통분류학적 지위가 혼란스럽고, 적어도 두 아종 중 하나는 별도의 형태라는 증거를 보여준다.